# Silver Surfer (Netzkultur)

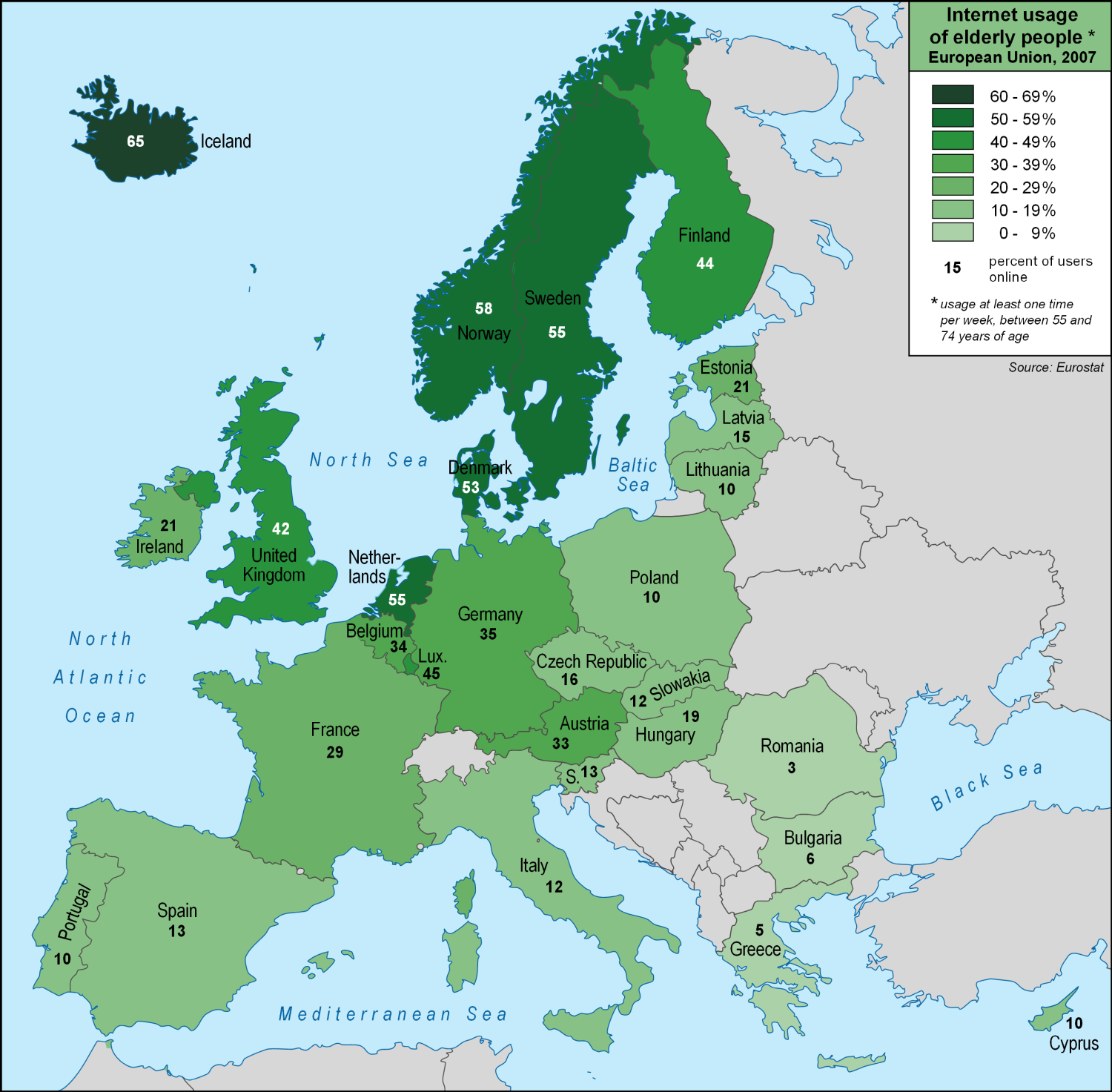
Anteil von Menschen im Alter zwischen 55 und 74 Jahren, die das Internet mindestens einmal in der Woche nutzen, im europäischen Vergleich für das Jahr 2007 (Quelle: Eurostat)

Silver Surfer ist eine Bezeichnung für Internet-Nutzer ab einem Lebensalter von etwa 50 Jahren. Dieser Begriff umfasst sowohl die im deutschsprachigen Marketing-Jargon als Best Ager bezeichneten älteren Erwerbstätigen als auch im Ruhestand befindliche aktive Senioren.
Der Name ist eine Anspielung auf die oft silbergrauen Haare älterer Nutzer.

## Namensherkunft
Silver Surfer wurden Ende der 1990er-Jahre als neue Zielgruppe des Internet-Marketings wahrgenommen, die eine hohe Kaufkraft hat. 77,2 Prozent der Bevölkerung ab 14 Jahren in Deutschland sind online (2012: 75,9 %). Damit steigt die Zahl der Internetnutzer moderat von 53,4 Millionen auf 54,2 Millionen Menschen. Für das Wachstum ist ausschließlich die Generation der „Silver Surfer“ (ab 50 Jahren) verantwortlich. Den größten „Sprung“ vom Offliner zum Onliner machen 2013 die über 70-Jährigen: von 20,1 Prozent (2012) auf 30,4 Prozent (2013). Bei den 50- bis 59-Jährigen steigt die Internetverbreitung um 6 Prozentpunkte auf 82,7 Prozent, bei den über 60-Jährigen um 3 Prozentpunkte auf 42,9 Prozent.

## Unterscheidungsmerkmale
Neben den klassischen Funktionen wie dem E-Mail-Austausch liegen die Interessen vieler Silver Surfer in Bereichen wie Gesundheit, Lebensführung und Reisen. Silver Surfer sind überproportional beteiligt an den Umsätzen im Online-Shopping, was an den langjährigen Erfahrungen beim Versandhandel liegt. Vertrauen im Internet haben sie vor allem zu bekannten Händlern, den sogenannten Multi-Channel-Händlern.
Viele Senioren tauschen sich auch im Internet aus.
Die eingeschränkte Aktivität in Web-2.0-Netzwerken beruht nach Marktforschungen vor allem auf zwei Faktoren:
Zum einen haben Silver Surfer besondere Erwartungen an Datenschutz und Sicherheit im Netz. So treffen soziale Netzwerke – gerade in Deutschland – nicht nur auf Zurückhaltung, sondern auch auf einen hohen Anteil von Menschen, die deren Nutzung kategorisch ablehnen. Eine wichtige Rolle spielt dabei das mangelnde Vertrauen in den Umgang mit den bereitgestellten Daten.